# Воробьёв, Пётр Тимофеевич
Пётр Тимофеевич Воробьёв (1902—1967) — сержант Рабоче-крестьянской Красной армии, участник Великой Отечественной войны, полный кавалер ордена Славы.

## Биография
Пётр Воробьёв родился 16 апреля 1902 года в деревне Мохначи (ныне — Руднянский район Смоленской области). Окончил неполную среднюю школу. В 1924—1927 годах проходил службу в Рабоче-крестьянской Красной армии. Работал в колхозе на родине. В октябре 1943 года Воробьёв повторно был призван в армию и направлен на фронт Великой Отечественной войны.
К июлю 1944 года ефрейтор Пётр Воробьёв был стрелком 1083-го стрелкового полка 312-й стрелковой дивизии 69-й армии 1-го Белорусского фронта. Отличился во время освобождения Польши. 22 июля 1944 года во время боя за Хелм он лично уничтожил 1 пулемёт и более 10 солдат и офицеров противника, а затем в числе первых переправился через Западный Буг и захватил плацдарм на его берегу, после чего удерживал его до переправы основных сил. 2 августа 1944 года он был награждён орденом Славы 3-й степени.
К 1945 году сержант Пётр Воробьёв уже командовал отделением. 24-26 января 1945 года в боях в районе Познани он лично уничтожил 2 пулемёта и более 10 солдат и офицеров противника. 27 марта 1945 года Воробьёв был награждён орденом Славы 2-й степени.
К апрелю 1945 года Воробьёв уже командовал пулемётным расчётом. 22 апреля 1945 года расчёт Воробьёва переправился через Шпрее в районе города Бад-Заров и принял активное участие в боях за захват и удержание плацдарма на её берегу. В тех боях Воробьёв лично уничтожил 1 противотанковое орудие и около 10 солдат и офицеров противника.
Указом Президиума Верховного Совета СССР от 15 мая 1945 года сержант Пётр Воробьёв был награждён орденом Славы 1-й степени.
После окончания войны Воробьёв был демобилизован. Проживал на родине, руководил колхозом. Скончался 16 октября 1967 года, похоронен на кладбище посёлка Волково Руднянского района Смоленской области.
Был также награждён рядом медалей.